# جنگ جانشینی انطاکیه
جنگ جانشینی انطاکیه (انگلیسی: War of the Antiochene Succession)، به مجموعه جنگ‌های که از سال ۱۲۰۱ تا ۱۲۱۹ بر سر جانشینی انطاکیه میان شاهزاده‌نشین انطاکیه و پادشاهی ارمنی کیلیکیه رخ داد که سرانجام با پیروزی بوهموند چهارم انطاکیه همراه بود.